# Communauté de communes Cœur de Combrailles
La communauté de communes Cœur de Combrailles est une ancienne communauté de communes française, située dans le département du Puy-de-Dôme, en région Auvergne-Rhône-Alpes, centrée sur Saint-Gervais-d'Auvergne.

## Histoire
- 25 octobre 1999 : transformation du SIVOM de Saint-Gervais en communauté de communes Cœur de Combrailles.
- 16 juillet 2001 : modification des statuts
- 28 octobre 2002 : modification des compétences
- 7 janvier 2004 : arrêté préfectoral constatant l'intérêt communautaire du Schéma de voirie établi sur les 11 communes afin de valoriser les sites de la résistance.

Par arrêté préfectoral du 28 décembre 2012, la commune de Châteauneuf-les-Bains quitte la communauté de communes Cœur de Combrailles pour rejoindre Manzat communauté.
Le projet de schéma départemental de coopération intercommunale (SDCI) du Puy-de-Dôme proposait la fusion avec les communautés de communes du Pays de Saint-Éloy-les-Mines, de Pionsat, une partie de la communauté de communes du Pays de Menat (quatre communes à l'ouest de la Sioule) ainsi que la commune de Virlet. Cette nouvelle intercommunalité comprendra 34 communes, toutes en zone de montagne, pour une population d'environ 17 000 habitants. La communauté de communes Cœur de Combrailles comptant moins de 5 000 habitants en 2012, elle ne peut pas se maintenir.
Adopté en mars 2016, le SDCI ne modifie pas ce périmètre. Cette fusion est confirmée par un arrêté préfectoral du 19 décembre 2016, rectifié par un autre arrêté du 22 ; la nouvelle structure intercommunale prend le nom provisoire de « Communauté de communes du Pays de Saint-Éloy ».

## Territoire communautaire

### Géographie
La communauté de communes est située au nord-ouest du département du Puy-de-Dôme, dans le Pays des Combrailles, « à une heure de Clermont-Ferrand, de Riom et de Montluçon », à « vingt-cinq minutes de l'autoroute A89 ».
Le territoire communautaire est desservi par deux axes secondaires que sont les routes départementales 227, reliant Pionsat au nord-ouest et Riom au sud-est, et 987 reliant Saint-Éloy-les-Mines à l'ouest du département.

### Composition
Elle est composée des dix communes suivantes :
| Nom                              | Code Insee | Gentilé         | Superficie (km2) | Population (dernière pop. légale) | Densité (hab./km2) |
| -------------------------------- | ---------- | --------------- | ---------------- | --------------------------------- | ------------------ |
| Saint-Gervais-d'Auvergne (siège) | 63354      | Gervaisiens     | 47,35            | 1 314 (2014)                      | 28                 |
| Ayat-sur-Sioule                  | 63025      | Ayatois         | 14,20            | 148 (2014)                        | 10                 |
| Biollet                          | 63041      | Biolletois      | 23,46            | 333 (2014)                        | 14                 |
| Charensat                        | 63094      |                 | 46,68            | 512 (2014)                        | 11                 |
| Espinasse                        | 63152      | Espinassois     | 23,95            | 293 (2014)                        | 12                 |
| Gouttières                       | 63171      |                 | 25,63            | 363 (2014)                        | 14                 |
| Sainte-Christine                 | 63329      |                 | 12,78            | 140 (2014)                        | 11                 |
| Saint-Julien-la-Geneste          | 63369      | Genestois       | 11,97            | 125 (2014)                        | 10                 |
| Saint-Priest-des-Champs          | 63388      | Saint-Priestois | 45,09            | 736 (2014)                        | 16                 |
| Sauret-Besserve                  | 63408      |                 | 10,33            | 174 (2014)                        | 17                 |

### Démographie
| 1968  | 1975  | 1982  | 1990  | 1999  | 2008  | 2013  |
| ----- | ----- | ----- | ----- | ----- | ----- | ----- |
| 6 157 | 5 094 | 4 630 | 4 282 | 4 158 | 4 135 | 4 142 |

## Politique et administration

### Siège
Le siège de la communauté de communes est situé à Saint-Gervais-d'Auvergne.

### Les élus
La communauté de communes est gérée par un conseil communautaire composé de 26 membres représentant chacune des communes membres et élus jusqu'à la disparition de la structure intercommunale.
Ils sont répartis comme suit :
| Nombre de délégués | Communes |
| ------------------ | --- |
| 6                  | Saint-Gervais-d'Auvergne                                                                                    |
| 3                  | Charesnat, Saint-Priest-des-Champs                                                                          |
| 2                  | Ayat-sur-Sioule, Biollet, Espinasse, Gouttières, Saint-Julien-la-Geneste, Sainte-Christine, Sauret-Besserve |

### Présidence
En 2014, le conseil communautaire a élu son président, Bernard Favier (maire de Saint-Priest-des-Champs), et désigné ses quatre vice-présidents qui sont :
1. Henri Dubreuil (élu à Saint-Gervais-d'Auvergne), chargé de l'aménagement, du développement économique, du tourisme et du patrimoine ;
2. Jocelyne Lelong (maire de Sauret-Besserve), chargée de la culture, du sport, de l'enfance, de la jeunesse, de la politique associative, de la programmation événementielle et de la communication ;
3. Marc Gidel (maire d'Espinasse), chargé de l'agriculture, de la forêt et de la salle multimédia ;
4. Daniel Cluzel (maire de Gouttières), chargé de l'habitat, du cadre de vie, des travaux, de la voirie, de la signalisation et de l'entretien des équipements intercommunaux.

### Compétences
L'intercommunalité exerce des compétences qui lui sont déléguées par les communes membres.
Les deux compétences obligatoires sont les suivantes :
- aménagement de l'espace :
  - acquisition et constitution de réserves foncières,
  - création et réalisation de zones d'aménagement concerté (ZAC), créées après le 1er août 2006,
  - schémas de cohérence territoriale (SCOT) et de secteur,
  - déclinaison locale de la charte architecturale et paysagère des Combrailles,
  - recensement du petit patrimoine rural,
  - élaboration d'une charte de Pays,
  - mise en place de programmes pluriannuels d'actions contractualisées ;
- développement économique :
  - aménagement, entretien, réhabilitation, gestion (et extension éventuelle, comme à Saint-Gervais-d'Auvergne) des zones d'activité industrielle[Note 1], commerciale[Note 1], tertiaire[Note 1], artisanale[Note 1] ou touristique,
  - actions de développement économique d'intérêt communautaire : dans les domaines du commerce, de l'artisanat (avec promotion), des industries, des services, du tourisme et de l'agriculture, soutien aux activités économiques existantes, énergies renouvelables et économies d'énergie.

Compétences optionnelles :
- politique du logement et du cadre de vie :
  - promotion, création d'un observatoire, programmes local et d'intérêt général, et opérations programmées d'amélioration de l'habitat,
  - mise en œuvre et suivi des opérations collectives de soutien et de réhabilitation de l'habitat privé,
  - politique du logement social d'intérêt communautaire et actions par des opérations d'intérêt communautaire en faveur du logement des personnes défavorisées ;
- création, aménagement et entretien de la voirie ;
- action sociale d'intérêt communautaire : en faveur des services publics, gestion du logement et du foyer médical de Saint-Gervais-d'Auvergne, création et gestion de services du maintien à domicile, élaboration de contrats « enfance » et « temps libres », etc. ;
- protection de l'environnement et du cadre de vie : collecte et traitement des déchets ménagers et assimilés.

Compétences facultatives :
- culture, sport, loisirs et politique associative ;
- étude concernant la défense incendie.

### Régime fiscal et budget
La communauté de communes applique la fiscalité professionnelle unique. Elle possède un potentiel fiscal par habitant de 125,08 euros, inférieur au potentiel fiscal moyen des communautés de communes du département (198,51 euros).
Les taux d'imposition votés en 2015 sont les suivants : taxe d'habitation 7,94 %, foncier bâti 0,75 %, foncier non bâti 2,85 %, cotisation foncière des entreprises 27,07 %.

## Projets et réalisations
- Lieu de vie et d'accueil pour les jeunes de onze à dix-huit ans[Off 4].
- Projet de magasin gratuit[Off 4].
- Dans la zone d'activités intercommunale (que la structure construit, aménage, entretient, gère et promeut), la communauté de communes a financé en partie un centre de contrôle technique et un garage de réparation automobile[Off 5].